# Weißfleckenkolibri
Der Weißfleckenkolibri (Anthocephala berlepschi) ist ein Seglervogel in der Familie der Kolibris (Trochilidae), der in Kolumbien endemisch ist. Der Bestand wird von der IUCN als „gefährdet“ (Vulnerable) eingestuft.

## Merkmale
Der Weißfleckenkolibri erreicht eine Körperlänge von etwa 8,4 cm. Das Männchen hat einen schwarzen geraden Schnabel. Der vordere Oberkopf ist gelbbraunweiß, der Hinterkopf rötlich kastanienfarben. Der Rest der Oberseite schimmert grün. Hinter dem Auge (postokular) hat er einen weißen Fleck. Die Unterseite ist gräulich gelbbraun, der quadratisch geformte Schwanz bronzegrün mit weißen Spitzen und einer schwarzen Subterminalbinde, die sich aber nicht über die zentralen Steuerfedern zieht. Das Weibchen ähnelt dem Männchen, hat aber einen bräunlichen Oberkopf. Jungtiere ähneln ausgewachsenen Weibchen.

## Verhalten und Ernährung
Die Ernährungsgewohnheiten des Weißfleckenkolibris sind wenig erforscht. Einzelne Exemplare wurden an den Blüten der Gesneriengewächse-Gattung Kohleria beobachtet. Hier scheint er Blüten anzufliegen, die an Wegesrändern liegen und zu den unteren Straten gehören und oft Sekundärvegetation ist. Ein Männchen wurde beim Besuch der Orchideengattung Elleanthus beobachtet.

## Lautäußerungen
Der Gesang des Weißfleckenkolibris besteht aus einer langen Serie von tsip-Tönen, die er wiederholt und in einer Frequenz von 1,5 Tönen pro Sekunde von sich gibt.

## Fortpflanzung
Die Männchen versammeln sich an Leks im Inneren des geschützten Waldes. Dabei sitzen sie in ca. 2 bis 5 Metern über dem Boden auf den Ästen. Diese ökologische Anforderung der Art für die Brutzeit könnte ein Grund für die Bedrohung des Fortbestands sein, da dieser Lebensraum immer mehr zerstört wird. Im April wurden zwei Männchen mit wahrscheinlich entwickelten Hoden gesammelt, doch fehlen gesicherte Daten über Gonadenaktivitäten des Vogels.

## Verbreitung und Lebensraum

Verbreitungsgebiete (grün) von Weißfleckenkolibri

Der Weißfleckenkolibri bewegt sich in feuchten Wäldern, älterer Sekundärvegetation und an Waldrändern in Höhenlagen zwischen 1200 und 2500 Metern. Populationen kommen im Reserva Natural Merenberg im Departamento del Huila, im Reservas Comunitarias de Roncesvalles und dem Reserva Natural Ibanascu im Departamento del Tolima vor.

## Migration
An ein und demselben Ort kann der Weißfleckenkolibri zu bestimmten Zeiten des Jahres recht häufig sein, aber in Zeiten von Nahrungsknappheit völlig fehlen. Wahrscheinlich korreliert die Phänologie mit seinen Hauptnahrungsquellen. Deswegen wird vermutet, dass er in den Höhenlagen wandert.

## Etymologie und Forschungsgeschichte
Die Erstbeschreibung des Weißfleckenkolibris erfolgte 1893 durch Osbert Salvin unter dem wissenschaftlichen Namen Anthocephala berlepschi. Das Typusexemplar wurde ihm von Hans Hermann Carl Ludwig von Berlepsch zugesandt. Als Sammelort gab er die Gegend um Bogotá an. Nachdem Charles Lucien Jules Laurent Bonaparte den Blassstirnkolibri der Gattung Adelomyia zugeordnet hatte, kamen Jean Louis Cabanis und Ferdinand Heine junior im Jahre 1860 zu dem Schluss, dass die Art eine eigene Gattung darstellt. Der Gattungsname setzt sich aus den griechischen Wörtern ἄνθος ánthos für „Blume, Blüte“ und κεφαλή kephalḗ für „Kopf“ zusammen. Das Artepitheton ist dem Mann gewidmet, der Salvin das Typusexemplar zugesandt hatte. Lange galt der Weißfleckenkolibri als Unterart des Blassstirnkolibris. Heute wird er aufgrund von Analysen der mitochondrialen und nukleären DNA durch María Lozano-Jaramillo, Alejandro Rico-Guevara und Carlos Daniel Cadena in eine eigene Art gestellt. Die Autoren untermauerten ihre These mit ökologischen Nischenmodellen und stellten eine große klimatische Divergenz zwischen beiden Arten fest. Die International Ornithologists’ Union folgt dieser Abspaltung.